# Муталимов, Марид Камильевич
Марид Камильевич Муталимов (род. 22 февраля 1980, Махачкала) — казахстанский борец вольного стиля, бронзовый призёр Олимпиады — 2008 в Пекине. Заслуженный мастер спорта Республики Казахстан

## Биография
По национальности — кумык, родом из посёлка Тарки, города Махачкалы, Дагестанской АССР. Воспитанник СДЮШОР «Динамо», г. Махачкала, тренер: Зайнал Салаутдинов.
Переехал в Усть-Каменогорск, где тренировался в «Динамо».
Позже переехал в Актау. Выступает за Мангистаускую область, тренер — Магомед Куруглиев.
На Олимпиады — 2004 в Афинах был четвёртым.
На Олимпиады — 2008 в Пекине был третьим.
На Азиатском квалификационном турнире получил путевку на Олимпиаду — 2012 в Лондоне.
Трёхкратный чемпион Азии в категории до 120 кг.
Указом президента Республики Казахстан от 29 августа 2008 года награждён орденом «Курмет» из рук президента.